# Manio Acilio Glabrión (cónsul 186)
Manio Acilio Glabrión  fue un senador romano de la segunda mitad del siglo II, que desarrolló su carrera política bajo los imperios de Marco Aurelio y Cómodo.

## Familia y carrera pública
De familia patricia de rancio abolengo, era hijo de Manio Acilio Glabrión Gneo Cornelio Severo, consul ordinarius en 152, bajo Antonino Pío. La mayor parte de cursus honorum es desconocido, pero se desarrolló bajo Marco Aurelio, alcanzando un primer consulado como consul suffectus hacia el año 167. Ya bajo Cómodo, desempeñó su segundo consulado como consul ordinarius en el año 186. Cuando Cómodo fue asesinado el 31 de diciembre de 192, debido a sus orígenes familiares y a su experiencia, Pertinax le ofreció en el senado el trono imperial en su lugar. Glabrión se negó a aceptarlo y, hablando en nombre de todos los senadores, confirmó a Pertinax como emperador. Su hijo fue Manio Acilio Faustino, consul ordinarius en 210, bajo Septimio Severo.